# Cyttariella
Cyttariella är ett släkte av svampar. Cyttariella ingår i familjen Cyttariaceae, ordningen Cyttariales, klassen Leotiomycetes, divisionen sporsäcksvampar och riket svampar.
|             | Cyttaria                                   |
|             |                                            |
| Cyttariella | \| \| Cyttariella skottsbergii \| \| \| \| |
|             | \| \| Cyttariella skottsbergii \| \| \| \| |
|             | Cyttariella skottsbergii                   |
|             |                                            |

|  | Cyttariella skottsbergii |
|  |                          |